# Condado de Chautauqua (Nueva York)
El condado de Chautauqua es un condado ubicado en la parte occidental del estado de Nueva York. En 2000, su población era de 139 750 habitantes. Toma su nombre del lago Chautauqua, que la tribu Séneca llamaba así por la forma del lago, como un saco atado por el medio.

## Historia
Cuando el estado de Nueva York se estableció en 1683, el actual territorio del condado de Chautauqua era parte del condado de Albany. Era un territorio enorme, que incluía el norte del estado de Nueva York y todo el actual estado de Vermont. El 3 de julio de 1766 se redujo, al crearse el condado de Cumberland, y el 16 de marzo de 1770 todavía más, con la creación del condado de Gloucester.
El 12 de marzo de 1772, lo que quedaba del condado de Albany, se dividió en tres partes. Una de ellas, el condado de Tryon, ocupaba la parte occidental, en donde actualmente hay 37 condados del estado de Nueva York. El condado de Tryon tomó su nombre del apellido del gobernador colonial de Nueva York William Tryon.
En 1784, el condado de Tryon cambió su nombre a condado de Montgomery, en recuerdo del general Richard Montgomery.
En 1789 un trozo del condado de Montgomery se separó como 
condado de Ontario. A su vez, dentro del condado de Ontario se creó, en 1802, el condado de Genesee.
El condado de Chautauqua fue formado en 1808, ocupando parte del condado de Genesee. Sin embargo, administrativamente dependió del condado de Niágara hasta 1811.

## Geografía
El condado de Chautauqua se encuentra ubicada en las coordenadas 42°18′N 79°25′O / 42.30, -79.41. Según la Oficina del Censo, la localidad tiene un área total de 3885 km² (1500,0 mi²), de la cual 2751 km² (1062,2 mi²) es tierra y 1134 km² (437,8 mi²) (29.20 %) es agua.

## Condados adyacentes
- Lago Erie, al noroeste.
- Condado de Erie, al noreste.
- Condado de Cattaraugus, al este.
- Condado de Warren, Pensilvania, al sureste.
- Condado de Erie, Pensilvania, al suroeste.

## Demografía
En el censo de 2000, se contabilizaban 139 750 personas, 54 515 hogares y 35 979 familias residiendo en el condado. La densidad poblacional era de 51 personas por km². En 2000 había 64 900 unidades habitacionales en una densidad de 24 por km². 
La demografía del condado era de un 94.04 % de blancos, un 2.18 % afroamericanos, un 0.43 % amerindios, un 0.36 % asiáticos, un 0.09 % isleños del Pacífico, un 1.73 % de otras razas y un 1.23 % de dos o más razas. Un 4.22 % de la población era de origen hispano o latino de cualquier raza.
En el 2000 la renta per cápita promedia del condado era de 33 458 dólares ($), y el ingreso promedio para una familia era de 41 054 $. En 2000 los hombres tenían un ingreso per cápita de 32 114 $ contra 22 214 $ para las mujeres. El ingreso per cápita en el condado era de 16 840 $ . Alrededor del 13.80 % de la población estaba bajo el umbral de pobreza nacional.

## Localidades
| Ciudades              | Pueblos | Villas | Aldeas | Lugares designados por el censo |
| --------------------- | --- | --- | --- | ------------------------------- |
| - Dunkirk - Jamestown | - Arkwright - Busti - Carroll - Charlotte - Chautauqua - Cherry Creek - Clymer - Dunkirk - Ellery - Ellicott - Ellington - French Creek - Gerry - Hanover - Harmony - Kiantone - Mina - North Harmony - Poland - Pomfret - Portland - Ripley - Sheridan - Sherman - Stockton - Villenova - Westfield | - Bemus Point - Brocton - Cassadaga - Celoron - Cherry Creek - Falconer - Forestville - Fredonia - Lakewood - Mayville - Panama - Sherman - Silver Creek - Sinclairville - Westfield | - Ashville - Findley Lake - Frewsburg - Hamlet - Irving - Jamestown West - Laona - Maple Springs - Ripley - Waterboro | - Kennedy - Sunset Bay          |

### Reservas Indias
- Reserva India de los Cattaraugus